# التقسيمات الفرعية لدولة فلسطين
تُنشئ التقسيمات الفرعية لدولة فلسطين من قبل السلطة الوطنية الفلسطينية. لا تسيطر السلطة الوطنية الفلسطينية على جميع الكيانات التي تطالب بها، ولا يعترف بها إلا جزئيًا كدولة ذات سيادة. تصف اتفاقيات أوسلو مستويات مختلفة من السيطرة على المناطق المسماة أ و ب و ج.
هناك منطقتان رئيسيتان تطالب بهما السلطة الوطنية الفلسطينية، قطاع غزة، الذي هو بالكامل المنطقة (أ) والضفة الغربية التي هي (أ) و(ب) و(ج). منذ عام 2007 هناك حكومتان تدعيان أنهما حكومتان شرعيتان لدولة فلسطين، إحداهما تسيطر على قطاع غزة، والأخرى في الضفة الغربية فقط.
في عام 1994، أنشأت وزارة الحكم المحلي الفلسطينية 483 وحدة حكومية محلية، تضم 103 بلدية ومجالس قروية وتجمعات صغيرة. إلى جانب ذلك، أنشئَت 16 محافظة. وتميل الإصلاحات اللاحقة إلى تقليل عدد وحدات الحكومات المحلية (البلديات والقرى). وتتجه السلطة الوطنية الفلسطينية أيضًا نحو تجميع البلديات معًا من خلال كيانات مشتركة بين المجتمعات، تُسمى مجالس الخدمات المشتركة، أو التي يوجد فيها حوالي 100.
- المحافظات (محافظة): 5 في قطاع غزة، 11 في الضفة الغربية
- البلديات (حياة المحلية، تأسست عام 1994، 4 أنواع مختلفة)
- المستوى أ
- المستوى ب
- المستوى ج
- المستوى د: المجلس القروي

هناك أيضًا مخيمات اللاجئين والتجموعات القرى والقرى.
أنشئَت المديرية العامة للمجالس المشتركة لغرض إدارة وتشغيل المشاريع المشتركة بين الوحدات المحلية.
منطقة التماس هي المنطقة الواقعة بين الخط الأخضر والحاجز الإسرائيلي في الضفة الغربية، وتقع بعض البلديات هناك، على سبيل المثال أم الريحان (المستوى د).

## المناطق
في ظل التقسيمات الإدارية الحالية، تنقسم الأراضي الفلسطينية إلى منطقتين جغرافيتين: الضفة الغربية وقطاع غزة.